# Era kenofityczna
Era kenofityczna – era w dziejach rozwoju roślinności na Ziemi obejmująca interwał od początku późnej kredy do dziś. 
Cechuje się dominacją na lądach roślin okrytonasiennych. Z roślin nagonasiennych liczne są iglaste, natomiast liściaste formy podupadają (miłorzębowe, sagowce)  lub wymierają  (paprocie nasienne, benetyty). Rośliny zarodnikowe (skrzypy, widłaki i paprocie) są reprezentowane podrzędnie. 
Era kenofityczna występuje po erze mezofitycznej. 